# هیام
هیام فیلمی به کارگردانی محمد درمنش و نویسندگی عباس طهماسبی، غلامحسین دریانورد، محمد درمنش ساختهٔ سال ۱۳۸۲ است.
هیام یک فیلم ضد اسرائیلی است که داستان زوجی فلسطینی را حکایت می‌کند که قصد دارند به انگلستان بروند تا در آرامش زندگی کنند، اما در حین حرکت و خروج از جنین، در ایست بازرسی نیروهای اسراییلی از هم جدا می‌شوند و با حمله گسترده سربازان اسرائیلی به اردوگاه جنین مواجه می‌شوند. همه بازیگران این فیلم عرب و لبنانی‌اند.

## بازیگران
- جهاد سعد
- ریم علی
- کفاح الخوص
- عابد فهد
- سامر عمران
- فائق عرقسبوسی